# رمبو (بازی ویدئویی ۱۹۸۷)
«رمبو» (انگلیسی: Rambo) یک بازی ویدئویی در سبک بازی اکشن است که در سال ۱۹۸۷ برای پلت‌فرم سیستم سرگرمی نینتندو منتشر شده‌است.